# 貧乏姉妹物語
『貧乏姉妹物語』（びんぼうしまいものがたり）は、かずといずみの漫画作品。『月刊サンデーGENE-X』（小学館）で、2004年5月号より2006年11月号まで連載。
また2006年には東映アニメーションにてテレビアニメ化された。作者にとっての出世作である。

## 概要
東京都東京区という架空の下町が舞台。
主人公は山田きょう・あす姉妹。母（佳子）は、きょうの妹・あすを産んですぐに他界、父は膨大な借金を抱えて失踪してしまい、築40年のアパート（風呂なし1K・家賃2万6千円/月額）に2人きりで暮らしている。姉・きょうは新聞配達のアルバイトをしながら生計を立て、妹・あすは小学3年生ながら大人顔負けに家事をこなす。貧しいながらも周囲の人々に支えられながら強く、明るく生きる姉妹の姿を描く。
原作第2話では20XX年とされ数年前から法律が変わり、中学生（満13歳）から大人と同等に働けるという設定になっているため、そう遠くない近未来という設定であると考えられるが、作品中においてそうした解説がなされているわけではない。現行法でも早朝の新聞配達や牛乳配達といった軽作業等は例外として認められている。
作者いわく山田きょう・あす姉妹のモデルは知人の子供であるとのこと。また、きょう・あす姉妹が住むアパートは作者の実家がモデルであり、かつて借家として貸し出していたという。
作者によると、当作はタイトルを再改称したのだという。元々は『貧乏姉妹物語』のタイトルで同人誌として発表し、それが好評だったことから読み切りで発表することになり、『サンデーGX』に読み切り作品として発表する際に『強く貧しく美しく』というタイトルに改称した。その後、好評で連載化が決まった時に当時の担当者から「同人誌で使っていた『貧乏姉妹物語』にしましょう」という提案によって『貧乏姉妹物語』に再改称されたとのこと。

## 登場人物
各登場人物の担当声優はメディアにより異なるため、ドラマCDとテレビアニメの「声の出演」を参照のこと。名前の由来は、「時間」に関するものが多い。

### 山田家
山田 きょう（やまだ きょう）
姉。本作の主人公。15歳の中学3年生。朝夕に新聞配達、夜に小学生の家庭教師をしながら生計を立てるがんばり者だが、ドジで天然気味。授業中は寝ている（本人曰く「睡眠学習」）が、成績は常にトップクラス。日々の新聞配達で脚力が鍛えられているため、運動神経が良く、いろいろな運動部からスカウトが来る。妹思いの良い姉で時折度が過ぎるくらい妹のあすを溺愛しており、あすに嫌われたり、辛い思いをしていると思うと酷く落ち込む。1日会えないだけでも本人にとっては重大な問題らしく、仙台からヒッチハイクで東京に帰京する時に運転手の女性を呆れさせている。料理はできず、妹のあす以上に音痴である。4巻によると視力に自信があるらしいが、それ以上にあすの匂いを逸早く察知できる。仕事で何度も問題を起こした上にギャンブルで借金を作って蒸発した父親を嫌っていたが、母方の叔母である未来から真相を聴き知り、あすとともに待つことにした。栄養不足のため貧乳で、本人はひそかに気にしている。新聞配達や家庭教師以外にもいくつかのバイトを経験したが、新聞配達と家庭教師以外の業種はあまり向かないらしく、解雇されることが多い。自宅には風呂が無いため、近くの銭湯「ハワイ」をあすと共に利用している。現在のアパート「すずめ荘」には2年前の中学校入学の直後から住んでいる。名前の由来は「今日」。作者の同人誌『貧乏姉妹物語の本』に収録されている初期設定の山田今日のキャラクターデザインは現在のものとは大きく異なっている。現住所は「東京都東京区泉公園前1-2-3 すずめ荘202号室」、旧住所は「東京都東京区姫ヶ百合2-7-19」。なお、作中での雰囲気から、現住所と旧住所は徒歩でも行き来できるほどの近距離であると推測される。
山田 あす（やまだ あす）
妹。本作のもう一人の主人公。作者の同人誌作品『不思議の国の山田あす』の主人公でもある。9歳の小学3年生。在学先は「東京区立雪沢小学校」。しっかり者で大人顔負けに家事をこなす。姉思いでバレンタインの時、姉に好きな男子がいると思うと焼きもちを焼くほど姉を大切に思っている。麻雀が得意で、商店街の人気者。頭も良く、クラスの学級委員も務める。運動が苦手で歌も音痴であったが、一ノ倉正男による特訓により音痴を克服した。父親を嫌っているきょうとは違い、父親に対して信頼を抱いている。同人誌バージョンではクールかつ無表情なキャラで天然の姉にツッコミを入れるキャラであった。自身を産んですぐに亡くなってしまっているため、母親の記憶はほとんど無い。現在のアパート「すずめ荘」には2年前の小学校入学直後から住んでいる。名前の由来は「明日」。現住所は「東京都東京区泉公園前1-2-3 すずめ荘202号室」、旧住所は「東京都東京区姫ヶ百合2-7-19」。
山田 佳子（やまだ かこ）
年齢・享年不詳。山田姉妹の母。きょうが6歳の時、あすを産んだ年に亡くなった。身内にお金持ちの妹や妹の義母がいる。きょうの回想シーンでは、あすが生まれる前から既に病を患っていたようであるが、何の病気だったのかについては触れられておらず、夫である週との出逢いのエピソードなども特に描かれていない。山田家の墓に入っているが、かつて妹である未来と一緒に住んでいた家は、きょう・あす姉妹が現在のアパート『すずめ荘』に入居する前に住んでいた家であるなど、その出自については非常に謎めいており、山田家に嫁いだのか、それとも週が山田家に婿養子に入ったのか、詳細は一切不明である。未来と別れて暮らすことになった経緯は、両親が交通事故で他界し、加えて両家の仲が悪かったことから、佳子が父方の祖父に、未来が母方の伯母（高島トキ）に引き取られたことによる。少女時代の容姿はあすに似ている。アニメ版ではナレーションも担当していた。名前の由来は「過去」。
山田 週（やまだ しゅう）
年齢不詳。山田姉妹の父。趣味はギャンブル。妻が生きていた頃は仕事はできていたが、亡くなったことが原因なのか何度も仕事で失敗や問題を起こし、知人の連帯保証人になったことで3千万円の借金を抱え、自宅を売り払って清算した後に失踪。その後、世界一の観覧車のきぐるみのアルバイトをしている描写があったが本人かどうか不明である。きょうは父親似でドジなところや髪型の癖毛もきょうと似ている。名前の由来は「週」。
祖父母
姉妹の母方の祖父母。いずれも故人。姉妹が石田写真館で店頭に飾る写真のモデルの臨時バイトをした際、25年ほど前にも姉妹の母である佳子とその家族に写真のモデルになってもらったことがあると伝えられ、譲り受けた撮影当時の写真に写っている。いずれも交通事故により他界しており、この祖父母の交通事故による死去が、佳子・未来姉妹の運命を大きく変えるきっかけとなった。佳子が山田家に嫁いだのか、逆に週が婿養子として山田家に入籍したのかについては一切触れられておらず、苗字が「山田」であるとは断定できないため、苗字は不明。

### 山田姉妹を取り巻く人たち
林 源三（はやし げんぞう）
78歳。姉妹が住む築40年のアパート「すずめ荘」の大家。家賃の催促に行く際、山田姉妹に「恐怖の大魔王」と呼ばれる。40年近く前に妻と娘を事故で失っている。それ以来、独身で偏屈だが根は優しい。いつも山田姉妹の事を気にかけており、妻子を亡くした過去の教訓から姉妹の身を案じ、工事業者の出入りが著しくなることが予想される際に商店街の面々に姉妹の受け入れを頼んで廻っていた。台風に対して、大袈裟なほどに対策を練る一面を見せた。現住所は「東京都東京区泉公園前1-2-3 すずめ荘101号室」。
三枝 蘭子（さえぐさ らんこ）
?歳。山田姉妹の隣の部屋（203号室）に住む小説家（専門ジャンルは官能小説）。光に弱いため、四六時中サングラスをかけており、結婚式でもサングラスをかけているほど。夜型の人間であり、深夜に執筆活動をしていることから姉妹とは生活の時間帯が異なり、自身が落とした財布をあすが拾った際に出逢うまで、隣室に姉妹が住んでいることすら知らなかった。ペンネーム「森蘭子（もり らんこ）」で大木賞を受賞した。四六時中サングラスをかけていて素顔が見えないが、同人誌『貧乏姉妹物語の本』ではサングラス越しではあるものの、目が描かれている正面から見た描写が没画として収録されている。正面から見た時の見開いた目が描かれているのは、この没画が唯一である。とっつきにくいような印象だが、山田姉妹に親切である。サングラスを外した素顔は、きょう曰く「キレーイ!」であり、あす曰く「優しそう」である。作中で結婚をし、取材を兼ねた新婚旅行に出かけるために部屋を後にするが、転居する意思は無く「世界中廻っても帰ってくるのは此処」と伝える。現在のアパート「すずめ荘」には10年前から住んでおり、居住開始当初は後に結婚することになるカメラマンの恋人と一緒に住んでいた。なお『くろよめ』に登場する藤沙々とは友人同士という裏設定があり、2016年8月に発表された同人誌『貧乏姉妹物語 ～アニメ放送10周年記念本～』では奥小桃と共に蘭子の結婚式に出席している。現住所は「東京都東京区泉公園前1-2-3 すずめ荘203号室」。
一ノ倉 正男（いちのくら まさお）
29歳。山田姉妹の隣の部屋（201号室）に住む歌手志望の青年。マイペースな性格で音痴を気にしているあすに歌の特訓をしてあげた。当初は彼の歌声を聴いたきょうは幽霊と勘違いをしていた。音楽活動をしながらファンを増やした。彼のファンである女性たちが差し入れを持ってきてくれるため、食生活には困っていない。現住所は「東京都東京区泉公園前1-2-3 すずめ荘201号室」。
越後屋 金子（えちごや きんこ）
15歳。中学3年生。大企業「越後屋コンツェルン」の跡取りで、きょうとは違う中学（私立の女子校『清蓮白澄学園』）の生徒会長。倹約が趣味で極端に節約を好むがゆえに他の事でお金を費やすこともしばしばある。山田姉妹との交流で節約を覚え始めただけでなく、銀子と一緒にいることの大切さを思い出す。実は幼い頃、いたずらで銀子を怪我をさせてしまった為、その責任感で彼女が真似ても平気な完璧人間になるために節約家になったらしい。容姿端麗、成績優秀、文武両道だが、きょうと同様に料理は苦手で自覚がなかった。しかし、クレープの試食をきっかけにプロの料理人の下で修行し腕前を上げた。父親はアメリカ人、母親は日本人のハーフであり、髪は金髪（父親がアメリカ人であることによる遺伝）。
越後屋 銀子（えちごや ぎんこ）
9歳。小学3年生。金子の妹。あすの隣のクラスの生徒で、学級委員を務めている。姉をとても尊敬しており、大切に思う一方、節約に極端に拘る彼女にやや呆れ気味だったり、料理が苦手である彼女に恐怖することもある。また貧しくとも度が過ぎるほど仲が良い山田姉妹を羨ましく思っている。自分の気持ちを素直に言うのが苦手で周囲に対してぶっきらぼうな態度で接していたが、山田姉妹と接するうちに少しずつ丸くなっていく。あすをフルネームで呼んでいる。父親はアメリカ人、母親は日本人のハーフであり、姉と同じく髪は金髪（父親がアメリカ人であることによる遺伝）。

### 山田家の親族
※ コミック版のみの登場である。アニメには登場しない。
高島 未来（たかしま みらい）
33歳。山田姉妹の叔母（姉妹の母である佳子の妹）で、職業は建築士。かなりの資産家で、山田きょうに全寮制の中学への転校を薦める（ただし、姉妹の意思を尊重しており、無理強いはしない主義）。かつて姉（佳子）と引き離されて高島家に養子に出された過去があり、トキとの間には長期にわたって軋轢があった。名前の由来は「未来」。作中に登場する登場人物の中でも屈指のシリアスキャラである。現住所は「東京都東京区姫ヶ百合2-7-19」。
高島 トキ（たかしま トキ）
70歳。未来の養母（母方の伯母）で、山田姉妹の大伯母に当たる。頑固だが、新しい物好きで山田姉妹には甘い。名前の由来は「時」。

### その他の人物
岡田さん
シロ（犬）の飼い主。夏のある日、姉妹がアパートの庭の水撒きをしている所にシロが迷い込んできたため、汚れた体を洗ってあげたところ、姉妹に御駄賃として500円をくれる。
橋本用品店のおばさん
夏の花火大会の日、ブタさん貯金の遣い道を巡って珍しく姉妹喧嘩をしたきょうとあすは行動を別にする。きょうはあすのためにブタさん貯金を遣って浴衣を購入したが、あすは夜店巡りをしたかったため、意見が対立してしまっていた。あすは浴衣を返品するつもりでいたが、祭会場であすに逢った彼女は、あすにその浴衣がきょうの着ている物と御揃いであり、きょうが一日かけて倉庫まで探して見つけ出したのだと教える。
あすの担任教師
東京区立雪沢小学校の教師で、あすの担任。メガネを掛けた若い女性である。山田家の事情に理解を示しており、中学の制服のまま来校したきょうが他の保護者達と同等に授業参観に立ち会うことを認め、あすの頑張っている姿を見せてあげるため、敢えてあすを指名して国語の教科書を読ませる。
村田精肉店のおばさん
姉妹がよく買い物に訪れる精肉店『肉の村田屋』のおかみさん。クリスマスイヴとクリスマスの2日間、きょうに臨時のバイトを依頼する。後述する村田ユキは親族であるが、娘と孫のどちらなのかは不明。第4巻「その37 勝負です!」でも登場している。
田中 三
蘭子と共に大木賞を受賞した男性作家。作中の新聞に氏名と姿が映っているのみであり、本人自身は作中に登場していない。
林 恵理子
源三の妻。故人。40年ほど前に大型トラックに巻き込まれて事故死している。具体的な姿は登場していないが、源三がきょうを恵理子と錯覚するシーンがある。
林 真美
源三の娘。故人。40年ほど前に大型トラックに巻き込まれて事故死している。過去の事故について姉妹に話して聴かせる八百市のおかみさんのイメージ映像として横顔が描かれている。また、源三があすを真美と錯覚するシーンがある。
電器屋の男性店員A
テレビの修理を依頼しに来たあすの頼みだから聴いてあげたいと思うも、テレビが古すぎて部品が無いため、新しいテレビを買った方が早いと告げる。
電器屋の男性店員B
テレビを修理するよりも買った方が安いと判断したきょうに「おじさん、500円でテレビ売ってないですか?」と訊かれるが、きょうの提示した予算があまりに低すぎるため、呆れながら「ない!」と告げる。
村田 ユキ
東京区立雪沢小学校3年2組の生徒で銀子のクラスメイト。姉妹がよく買い物に訪れる村田精肉店（肉の村田屋）の娘であるが、あすとはクラスが違うためか、姉妹との絡みは無い。ただし、銀子の登場するエピソードには多く登場する。銀子とは仲が悪く、事ある毎にいがみ合っている。
音楽の先生
東京区立雪沢小学校の音楽教師。女性。あすのクラスの授業において、『夕焼け小焼け』を歌う歌のテストを科す。なお、アニメで登場した音楽教師の小坂先生とは似ても似つかぬ姿であるが、同一人物という設定かどうかは不明。
大城志麻
東京区立雪沢小学校3年1組の生徒であすのクラスメイトであり、親友。第2巻「その19 大切なもの」から登場しているが、名前が明かされるのは第4巻「その39 梅雨開けの日」である。このエピソードの冒頭であすの鉢植えの隣に「大城」と書かれた苗字の鉢植えが置かれているが、作中では名前だけしかアナウンスされないため「大城」と「志麻」が同一人物かどうかは作中では断定できない。氏名が「大城志麻」と正式にアナウンスされるのはアニメのみである。
一ノ倉正男の追っかけ3人組
正男の熱狂的な女性ファン。常に3人で行動している。アパートにまで押しかけてきており、正男が居なくても「部屋を掃除しておく」などと称して部屋に上がり込んでいるほどで、やっていることは殆どストーカー行為に等しいが、正男がマイペースなため、訴えられずに済んでいる。正男の部屋の鍵をどうやって入手しているのかは不明。
海の家の店主
夏休みに姉妹を臨時バイトとして雇った男性店主で、姉妹を温かく迎え入れ、姉妹の来訪初日には姉妹に「よく来たね。さっそく海で遊んでおいでよ。」と薦める温厚な人格者。あすにとっては正式に収入を得られる初のアルバイト経験となった。
石田写真館の店主
姉妹に写真館の店頭に飾る写真のモデルの臨時バイトを依頼する。この時、姉妹の母である佳子とその家族にも25年ほど前に写真のモデルになってもらったことがあると伝え、当時の写真を姉妹に譲渡する。この時に譲り受けた写真が叔母である未来の存在を知るきっかけとなった。
板橋
未来が姉妹の為に山田家へ派遣した男性のシェフ。プロの料理人であるため、当然ながらあすの技量を遥かに凌ぐ料理の腕前であり、卵料理1つにしてもメニューや焼き加減をどうするか尋ねるほど専門的である。
きょうの担任教師
メガネを掛けた初老の男性教師で、担当教科は数学。山田家の事情に理解を示しており、きょうが授業中に寝ていても起こしたりせずに黙認し、自由にさせている。きょうの成績が申し分なく、日比澤高校も狙えるほどであるため、働きながら近くの高校に進学する意思を示すきょうに不憫さを感じた。そこに未来が現れたため、親戚が居ないと思っていたきょうにも親戚が居たことが判り、安心する。
トラックの男性運転手A
仙台から東京にヒッチハイクを利用して帰ろうとしたきょうが最初に声を掛けた運転手。東京には行かないが福島までなら乗せて構わないと言う。
トラックの男性運転手B
東京まで乗せてくれるトラックを探しているきょうに「おじさん、東京まで行くよー。」ときょうを乗せようとするが、明らかに下心が見え見えであったため、きょう自身が躊躇してしまい、そんな遣り取りを見かねた女性のトラック運転手にきょうを横取りされてしまう。
トラックの女性運転手
明らかに下心が在りそうな男性運転手がきょうをトラックに乗せようとしていたため、警笛を鳴らして脅かし、きょうを助けるかたちで自分のトラックに乗せる。メガネを掛けた整った顔立ちの美人で、自分にも姉が居るが6年も逢っていないと独り言のようにつぶやく。きょうがあすと逢っていない期間が僅か1日であることを知ると呆れた。「咲かせてみせます」と書かれた字と桜の絵が入ったデコトラを使用している。
観覧車に同席する女性
あすが福引で特賞の「お花御殿遊園地」の招待券3枚を当て、銀子を連れて3人で遊びに行った日、最後に乗った乗り物が観覧車であり、その観覧車に相席として同乗した女性客。3人に今月で「お花御殿遊園地」が閉園することを告げる。きょうにとっては佳子と遊びに来た想い出の場所であり、あすと銀子にとっては初めて来て想い出の場所となった遊園地である。そして、彼女にとっても小さい頃から来ていた想い出の場所であったため、相席したきょうたち3人と共に閉園を惜しむ。
樹木医
源三に請われて庭の桜の木を診察しに来た男性の樹木医。細菌による伝染病で、病気の木を切らないともう一本も枯れてしまうと診断する。
八百市の夫婦
姉妹が買い物に行った際に「商店街対抗 春の大運動会」に最終プログラムの「町内一周駅伝」に赤組代表のアンカーとして出場してほしいと依頼する。普段は店主がアンカーを務めているが、足を怪我して出場できなくなったため、きょうに託すことになった。なお、おかみさんは第2巻「その18 40年目の桜」でも大型マンション建設の計画が在る旨を姉妹に教えるかたちで登場している。なお、第1巻「その11 林源三78歳」にも八百市のおかみさんが登場しているが、この時に登場しているおかみさんは後のエピソードで登場するおかみさんは違う顔をしている。
中倉井菜子
きょうが家庭教師のバイトで教えている小学5年生の少女。身体が弱く、学校を休みがちなので補填のために家庭教師を雇い、きょうが担当することになった。成績優秀であるため、母親はランクアップを希望しているが、菜子自身はきょうの教え方が優しいので「きょう先生でなければ勉強しない」と言い放ち、担当の変更を拒否している。1人っ子であり、きょうが楽しそうに妹であるあすのことを話すため、あすのことをうらやましく思い、きょうに自分のお姉様になってほしいと伝える。きょうが姉妹で服を買いに行ったり、ケーキを焼いたり、芸能人の話をしたりして楽しく過ごしているのだろうと思っていたが、きょうを連れ出してあちこちと廻った末に河原で実はあすとは一緒にいるだけで楽しいのであり、特に何かをしたり話したりするわけではないという事実を知り、自身の理想と大きく異なっていたため、「妹さんとお幸せに・・・!」といって去ってしまう。その後、この一件が原因なのか、きょうの家庭教師のアルバイトが少なくなってしまう。初登場は第2巻「その23 とある貧乏姉妹のいちにち」であるが、この時は周辺状況キャラクターとして登場しており、氏名は明かされず、台詞もない。氏名は第4巻「その38 教えて!きょう先生!」で明かされる。

## 書誌情報等

### 単行本
小学館より「サンデーGXコミックス」として刊行されている。
1. 2005年9月20日初版 ISBN 4-09-157341-X
2. 2006年3月20日初版 ISBN 4-09-157019-4
3. 2006年7月20日初版 ISBN 4-09-157059-3
4. 2007年1月20日初版 ISBN 4-09-157078-X

### ドラマCD
2006年4月21日にフロンティアワークスより発売。原作のエピソードをベースに全12話が収録されている。商品番号：FCCC-0053。
アニメ版の主人公格の登場人物を務めた声優はドラマCD版にも出演するのが通常であるが、当作は主人公格の登場人物を務めた声優が2名ともアニメ版とドラマCD版で異なっているという珍しい起用となっている。主な主要人物の中で、アニメ版とドラマCD版の両方に同役で出演しているのは、麦人(林源三)、平松晶子（三枝蘭子）、進藤尚美（越後屋金子）の3名のみ。
声の出演
- 山田きょう：田中理恵
- 山田あす：釘宮理恵
- 林源三：麦人
- 三枝蘭子：平松晶子
- 越後屋金子：進藤尚美
- 越後屋銀子：斎藤千和

## テレビアニメ
2006年6月から9月にかけてテレビ朝日で放送された（他局での遅れ放送あり）。全10話。ハイビジョン製作。

### 声の出演
- 山田きょう - 坂本真綾[28]
- 山田あす - 金田朋子[28]
- 山田佳子 - 久川綾
- 林源三 - 麦人[28]
- 三枝蘭子 - 平松晶子
- 一ノ倉正男 - 岸尾大輔
- 越後屋金子 - 進藤尚美[28]
- 越後屋銀子 - 小桜エツ子[28]
- 大城志麻 - 酒井香奈子
- 阿野かなえ - 白石涼子
- 小坂先生[29] - 小坂明子（第8話に友情出演）

### スタッフ
- 原作 - かずといずみ[28]
- 原案協力 - 都築伸一郎、久保田滋夫、小室時恵、夏目晃暢
- シリーズディレクター - 貝澤幸男[28]
- シリーズ構成・脚本 - 和泉鶴[28]
- キャラクターデザイン - 高村和宏[28]
- 総作画監督 - 上野ケン[28]
- 美術デザイン - 佐南友理[28]
- 色彩設計 - 小日置知子、辻田邦夫[28]
- 編集 - 麻生芳弘
- 録音 - 川崎公敬
- 音楽 - 小坂明子
- 制作編成 - 樋口宗久
- 制作担当 - 松坂一光
- プロデューサー - 太田賢司、浅間陽介、後藤政則、佐藤寛
- アニメーション制作 - 東映アニメーション[28]
- 製作 - 貧乏姉妹物語プロジェクト（テレビ朝日、東映アニメーション、エイベックス・エンタテインメント、フロンティアワークス）

### 主題歌
オープニングテーマ「深呼吸」
作詞 - Babee / 作曲 - Franken / 歌 - Splash Candy
エンディングテーマ「そよかぜらいふ」
作詞 - くまのきよみ / 作曲・編曲 - 櫻井真一 / 歌 - 酒井香奈子

### 各話リスト
| 話数   | サブタイトル                       | 絵コンテ   | 演出         | 作画監督   | 美術監督   | 放送日         |
| ------ | ---------------------------------- | ---------- | ------------ | ---------- | ---------- | -------------- |
| 第1話  | 浴衣と花火とりんご飴の日           | 貝澤幸男   | 貝澤幸男     | 中野彰子   | 須和田真   | 2006年 6月29日 |
| 第2話  | 大家さんとスイカとお見舞いの日     | 渡辺純央   | 渡辺純央     | 竹内昭     | 杦浦正一郎 | 7月6日         |
| 第3話  | にんじんと嘘と越後屋姉妹の日       | 桜井木の実 | みくりや恭輔 | 桜井木の実 | 保坂有美   | 7月13日        |
| 第4話  | 香水とあすと授業参観の日           | 藤原良二   | 杉山慶一     | 江上夏樹   | 杦浦正一郎 | 7月27日        |
| 第5話  | アパートと桜と引越しの日           | 岡佳広     | 岡佳広       | 村上直紀   | 須和田真   | 8月3日         |
| 第6話  | さびしさと銀子とお姉さまの日       | 宇田鋼之介 | 宇田鋼之介   | 田島直     | 杦浦正一郎 | 8月17日        |
| 第7話  | ヤキモチとチョコとバレンタインの日 | 渡辺純央   | 渡辺純央     | 渡辺奈月   | 保坂有美   | 8月24日        |
| 第8話  | ギターと夢と歌の先生の日           | 桜井木の実 | 神原敏昭     | 桜井木の実 | 杦浦正一郎 | 8月31日        |
| 第9話  | 想いと不安と携帯電話の日           | 宇田鋼之介 | 杉山慶一     | 江上夏樹   | 須和田真   | 9月7日         |
| 第10話 | 風邪と約束とお母さんの日           | 貝澤幸男   | 貝澤幸男     | 上野ケン   | 杦浦正一郎 | 9月14日        |

### 放送局
| 放送地域   | 放送局       | 放送期間                 | 放送日時           | 放送系列       | 備考                   |
| ---------- | ------------ | ------------------------ | ------------------ | -------------- | ---------------------- |
| 関東広域圏 | テレビ朝日   | 2006年6月29日 - 9月14日  | 木曜 26:40 - 27:10 | テレビ朝日系列 | 製作委員会参加         |
| 日本全域   | AT-X         | 2006年9月22日 - 11月24日 | 金曜 11:30 - 12:00 | CS放送         | リピート放送あり       |
| 東京都     | TOKYO MX     | 2007年1月7日 - 3月11日   | 日曜 23:30 - 24:00 | 独立UHF局      | 東京都内では実質再放送 |
| 中京広域圏 | メ〜テレ     | 2007年1月9日 - 3月13日   | 火曜 26:43 - 27:13 | テレビ朝日系列 |                        |
| 青森県     | 青森朝日放送 | 2007年1月24日 - 4月4日   | 水曜 16:00 - 16:30 | テレビ朝日系列 |                        |

### DVD
何れもavex modeから全5巻で発売。表記は「発売日 商品番号」。なお、初回特典として「きょうとあすのメッセージCD」（全巻）などが付いてくる。
1. 2006年9月27日発売 AVBA-22969
2. 2006年10月25日発売 AVBA-22971
3. 2006年11月22日発売 AVBA-22972
4. 2006年12月20日発売 AVBA-22973
5. 2007年1月24日発売 AVBA-22974

### ネット配信
2023年7月4日から、YouTubeの「東映アニメーションミュージアムチャンネル」で第1話が配信されている。
| テレビ朝日 木曜26:40枠                          | テレビ朝日 木曜26:40枠 | テレビ朝日 木曜26:40枠                                                         |
| 前番組                                          | 番組名                 | 次番組                                                                         |
| ----------------------------------------------- | ---------------------- | ------------------------------------------------------------------------------ |
| リングにかけろ1 〜日米決戦篇〜                  | 貧乏姉妹物語           | すもももももも 地上最強のヨメ                                                  |
| TOKYO MX 日曜23:30枠                            |                        |                                                                                |
| BLACK LAGOON The Second Barrage                 | 貧乏姉妹物語           | ウエルベールの物語 〜Sisters of Wellber〜 （この番組よりアニフリの枠名称導入） |
| AT-X 金曜11:30/22:30、火曜16:30/2:30枠(30分1話) |                        |                                                                                |
| 撲殺天使ドクロちゃん（先行放送版） ※30分2話     | 貧乏姉妹物語           | 銀色のオリンシス                                                               |